# Qingshanqiao (Xiangtan)
Pour les articles homonymes, voir Qingshanqiao.
Le bourg de Qingshanqiao (chinois simplifié : 青山桥镇 ; chinois traditionnel : 青山橋鎮 ; pinyin : Qīngshānqiáo zhèn) est un bourg du Xian de Xiangtan dans la province du Hunan en Chine. Il est entouré par le bourg de Heye à l'ouest, le canton de Fenshui au nord, les cantons de Paitou et Longkou à l'est et le canton de Changqing au sud. En date du recensement de 2006, elle comptait 46,788 habitants et une superficie de 109,37 km2.

## Administration territoriale
Il comprend 1 communauté et 18 villages : Qingshan (青山社区), Qingshanqiao (青山桥村), Xinpu (新铺村), Xiaonan (晓南村), Songbai (松柏村), Fuchong (扶冲村), Sijing (四境村), Gaoshansi (高山寺村), Gaotun (高屯村), Malanhe (马栏河村), Sanfu (三富村), Longwu (龙舞村), Tiantang (天堂村), Guanyuan (观元村), Gaoqiang (高强村), Qiaotoupu (桥头铺村), Daxingtang (大兴塘村), Xialing (霞岭村) et Fumen (福门村).

## Géographie
La rivière Qingshan (青山河), un affluent de la Rivière Xiang, traverse le bourg.

## Économie
La région regorge de mines d'uranium.
Le riz et le porc sont importants pour l'économie.

## Attraction touristique
Le pic Jin'ao (锦鳌峰), avec une hauteur de 755,1 mètres au-dessus du niveau de la mer, est une attraction touristique célèbre.